# ГАЕС Окаваті
ГАЕС Окаваті (яп. 大河内発電所, О:кавачі хацуденшьо, Гепберн: Ōkawachi hatsudensho) — гідроакумулювальна електростанція в Японії на острові Хонсю.
Нижній резервуар створили на річці Інумі, правій притоці Ічі, яка впадає до Внутрішнього Японського моря за півсотні кілометрів на захід від Кобе. Тут звели бетонну гравітаційну греблю висотою 102 метра та довжиною 254 метра, яка потребувала 553 тис. м3 матеріалу. Вона утримує водосховище з площею поверхні 0,3 км2 та об'ємом 9,6 млн м3 (корисний об'єм 8,3 млн м3), в якому припустиме коливання рівня поверхні між позначками 376 та 426 метрів НРМ.
На висотах правобережжя Інумі за допомогою п'яти кам'яно-накидних споруд створили верхній резервуар. Найбільша з них має висоту 56 метрів, довжину 175 метрів та ширину по гребеню 10 метрів і потребувала 0,65 млн м3 матеріалу. Інші дамби мають висоту від 24 до 45 метрів та загальну довжину 1113 метрів, а обсяг використаного при їх зведенні матеріалу становить 1,8 млн м3. Разом вони утримують водойму з площею поверхні 0,64 км2 та об'ємом 9,3 млн м3 (корисний об'єм 8,7 млн м3), в якій припустиме коливання рівня поверхні між позначками 779 та 798 метрів НРМ.
Від верхнього резервуару ресурс надходить до підземного машинного залу через два напірні водоводи довжиною по 0,73 км з діаметром 5 метрів. З'єднання із нижнім резервуаром забезпечується через чотири тунелі довжиною біля 0,4 км кожен з діаметрами 4,6 метра.
Основне обладнання станції становлять чотири оборотні турбіни типу Френсіс — дві потужністю по 329 МВт та дві з показником 331 МВт (номінальна потужність станції рахується як 1280 МВт), які використовують напір у 395 метрів.
Зв'язок з енергосистемою відбувається по ЛЕП, розрахованій на роботу під напругою 500 кВ.